# ریمن ۳: هیدلم هاوک
ریمن ۳: هیدلم هاوک (به انگلیسی: Rayman 3: Hoodlum Havoc) یک بازی ویدئویی به سبک سکوبازی است که توسط یوبی‌سافت ساخته و منتشر شده‌است، و سومین قسمت اصلی از مجموعه بازی‌های ریمن محسوب می‌شود. داستان بازی درباره اینکه چگونه ریمن آندره، یک لوم سیاه شیطانی را با ارتش خود از سربازان گونی مانند "هیدلم" متوقف می‌کند است. برخلاف نسخه قبلی بازی، ریمن ۳ سبک سَبُک‌تری به خود گرفت، دارای زیر و بویی کنایه آمیز است در حالی که در ژانر بازی ویدیویی سکوبازی به ارمغان می‌آورد. ریمن ۳ در سال ۲۰۰۳ برای پلتفرم‌های گیم‌کیوب، پلی‌استیشن ۲، ایکس‌باکس، و مایکروسافت ویندوز عرضه شد، و برای مک‌اواس توسط فرال اینتراکتیو در سال ۲۰۰۴ منتشر شد. نسخه اچ‌دی بازسازی شده بازی برای شبکه پلی‌استیشن و ایکس‌باکس لایو آرکید در سال ۲۰۱۲ منتشر شد. نسخه‌های ۲ بعدی برای گیم بوی ادونس٬ نوکیا ان-گیج و تلفن‌های همراه ساخته شده‌است.
یک دنباله، تحت عنوان ریمن: انتقام هیلدم، برای گیم بوی ادونس در سال ۲۰۰۵ منتشر شد. این آخرین نسخه اصلی بازی ریمن به‌شمار می‌رفت که تا زمان ریمن: ریشه‌ها در سال ۲۰۱۱ منتشر شده بود. این بازی همچنین آخرین سری به صورت سه بعدی است.